# 10094 Eijikato
10094 Eijikato este un asteroid din centura principală de asteroizi.

## Descriere
10094 Eijikato este un asteroid din centura principală de asteroizi. A fost descoperit pe 20 februarie 1991 la Geisei de Tsutomu Seki. El prezintă o orbită caracterizată de o semiaxă mare de 2,58 ua, o excentricitate de 0,14 și o înclinație de 15,7° în raport cu ecliptica.